# Thumri
Der Thumri (Devanagari: ठुमरी, ṭhumarī; Nastaliq: ٹھمری) ist ein nordindischer Vokalmusikstil der klassischen indischen Musik, der wie der Dadra-Gesang als leichte klassische Musik bezeichnet wird.
Die religiöse Thematik des Thumri ist mit dem Bhakti-Kult verbunden. Der Thumri-Stil diente Anfang des 19. Jahrhunderts zur Begleitung von Unterhaltungstänzen und wurde später zu einer eigenständigen romantisch-lyrischen Gesangsform. Mitte des 19. Jahrhunderts war er wie der Tappa-Stil an den Herrscherhäuser Nordindiens und besonders in Lakhnau beliebt. Die Sänger werden üblicherweise von einer tabla (Kesseltrommelpaar), einer zweiten Gesangsstimme oder einem Melodieinstrument wie sitar, sarangi oder sarod begleitet. Manche Sänger spielen selbst die Kastenzither swarmandal oder das Harmonium. 
Bei den indischen Gemeinden in der Karibik ist ein dem Thumri vergleichbarer Vokalmusikstil, der von einem Harmonium, einer Fasstrommel dholak und einem Eisenstab dhantal begleitet wird, in Trinidad als Tan Singing und in Suriname als Baithak Gana bekannt.